# Балковська
Ба́лковська — станиця в Виселківському районі Краснодарського краю. Входить до складу Іркліївського сільського поселення.
Станиця Балковська розташована 5 км на схід Іркліївської вздовж берегів Рибної балки (сточище Бейсуга) у степовій зоні краю. Тихорецьк розташований за 28 км на схід від Балковської, Краснодар — за 105 км на південний захід.
Заснована в 1887 році.